# هرمز السادس
هرمز السادس، ملك ساساني حكم أجزاء من بلاد فارس في الفترة من 630 إلى 631. وهو أحد الأدعياء الذين ظهروا بعد مقتل جده كسرى الثاني (590-628) في عام 628. واستطاع ان يثبت نفسه نحو عامين (630-632) في منطقة نصيبين.